# Бруклін (Мен)
Бруклін (англ. Brooklin) — місто (англ. town) в США, в окрузі Генкок штату Мен. Населення — 827 осіб (2020).

## Демографія
Згідно з переписом 2010 року, у місті мешкали 824 особи в 397 домогосподарствах у складі 238 родин. Було 874 помешкання
Расовий склад населення:
| - 97,9 % — білих - 1,0 % — азіатів |

До двох чи більше рас належало 0,7 %. Частка іспаномовних становила 0,5 % від усіх жителів.
За віковим діапазоном населення розподілялося таким чином: 17,2 % — особи молодші 18 років, 56,7 % — особи у віці 18—64 років, 26,1 % — особи у віці 65 років та старші. Медіана віку мешканця становила 52,9 року. На 100 осіб жіночої статі у місті припадало 93,4 чоловіків;  на 100 жінок у віці від 18 років та старших — 90,5 чоловіків також старших 18 років.
Середній дохід на одне домашнє господарство  становив 74 055 доларів США (медіана — 44 219), а середній дохід на одну сім'ю — 91 337 доларів (медіана — 56 000). Медіана доходів становила 35 417 доларів для чоловіків та 28 702 долари для жінок. За межею бідності перебувало 6,4 % осіб, у тому числі 15,1 % дітей у віці до 18 років та 6,0 % осіб у віці 65 років та старших.
Цивільне працевлаштоване населення становило 374 особи. Основні галузі зайнятості: освіта, охорона здоров'я та соціальна допомога — 24,9 %, роздрібна торгівля — 11,5 %, виробництво — 11,5 %.